# Lago de luciérnagas
Lago de luciérnagas es una película colomboargentina de 2014, ópera prima de los directores Samir Marun Helo y Florencia Iwabuti. Fue protagonizada por Paola Barrera, Felipe Botero, Pipe Cajiao, María Dupláa y Estefanía Piñeres Duque.

## Sinopsis
Tobías perdió a su esposa e hijo en un accidente diez años atrás. A partir de este hecho, la relación con su hermano Alfonso se fracturó. Durante todo este tiempo, Tobías ha llevado una vida solitaria, rutinaria y carente de emociones. Cierto día recibe una llamada inesperada de su hermano, avisándole la inminente muerte de su padre. Queriendo huir del mundo, Tobías se refugia en una cabaña cerca del pueblo de Guatavita, donde conoce a una artista plástica argentina, quien se convierte en una figura importante en su vacía existencia.

## Reparto principal
- Mario Jurado es Tobías.
- Paola Barrera es Inés.
- María Dupláa es Samantha.
- Camila Gómez es Eva.
- Gabriel Mancipe es Pedro.
- María Paula Velandia es Mara.
- Valentina Velandia es Sofía.
- Estefanía Piñeres Duque es la recepcionista.